# Macroscelides micus
Macroscelides micus е новоописан вид слонска земеровка, разпространена в ограничен ареал в областта на равнинното плато Етендека в северозападна Намибия. Дължината на тялото с опашката е едва около 19 cm, а теглото е 28 грама, което го прави най-малкият вид от семейството.

## Описание
Macroscelides micus има тънки крачета завършващи с тънки и дълги нокътчета. Козината е кафеникава с червеникав оттенък, което позволява на малките животинчета лесно да се прикриват сред вулканичния пейзаж на средата, която обитават. Характерни особености за вида са голямата глава и очи, а също и дебелата къса опашка, начална третина на която е заета от жлеза, чиято функция все още е неизвестна.

## Поведение
Макар че повечето видове от семейството са моногамни не е известно дали представителите на вида образуват постоянни брачни двойки. Обикновено раждат по две, които са добре развити и бързо стават самостоятелни. Не копаят дупки под земята, а се прикриват в естествени цепнатини и дупки. Хоботчето използват за да откриват храна, която най-често бива представена от земни насекоми.

## История на откриването на вида
Първият екземпляр от вида Macroscelides micus е открит в колекция от скокливци през 2006 г. в Калифорнийската академия на науките. От останалите екземпляри на типовия вид – Късоух скокливец се е отличавал по червеникавата космена покривка. Генетичните изследвания показали действителна разлика на екземпляра от останалите в колекцията. Така ръководителят на програмата Джон Дъмбакър заедно с други изследователи и експерти от Националния музей на Намибия и Министерството на околната среда и туризма в продължение на няколко години девет пъти посетили пустинята Намиб, където успели да уловят 15 индивида от новия вид.
Така в резултат на дългогодишни изследвания през 2014 г. Дъмбакър и неговите сътрудници обявили Macroscelides micus като латинското micus идва от старогръцкото μικρός – малък и напълно съответства на големината на животинчето.